# Djibrilla Hima Hamidou
Djibrilla Hima Hamidou (* 7. März 1965 in Niamey) ist ein nigrischer Offizier und Fußballfunktionär.

## Leben
Djibrilla Hima Hamidou gehört der Volksgruppe der Zarma an. Er besuchte nach mehreren Grundschulen in Niamey von 1977 bis 1989 die Militärschule von Bingerville in der Elfenbeinküste. Er trat 1986 in die Streitkräfte Nigers ein. Weitere militärische Ausbildungen absolvierte er in Marokko und später in Frankreich.
Hamidou war ab 1989 in der 6. motorisierten Sahara-Kompanie in Dirkou eingesetzt. Als Unterleutnant war er von November 1990 bis April 1991 Teil der nigrischen Einheit im Golfkrieg. Im Anschluss wurde er zum Leutnant befördert. Er diente danach unter anderem in der 224. motorisierten Sahara-Kompanie in Agadez. Er war in Kampfhandlungen gegen Tuareg-Rebellen im Norden Nigers involviert und erlangte eine große Beliebtheit bei den nigrischen Truppen. Ab 1995 im Rang eines Hauptmanns, war er ab 1996 Kommandant der 123. Panzer-Schwadron.
Größere Bekanntheit erlangte Djibrilla Hima Hamidou als Präsident des Fußballvereins ASFAN Niamey und der Fußball-Stadtliga von Niamey. Sein Engagement trug ihm den Spitznamen „Pelé“ ein. Als 1996 Ibrahim Baré Maïnassara bei einem Militärputsch Staatspräsident Mahamane Ousmane und Premierminister Hama Amadou absetzte und damit eine lähmende politische Blockade löste, stand Hamidou zunächst auf der Seite Baré Maïnassaras. Letzterer war jedoch nicht bereit, die Macht wieder abzugeben, und wurde 1999 durch einen weiteren Militärputsch unter der Führung von Daouda Malam Wanké abgesetzt. Djibrilla Hima Hamidou war Mitglied und Sprecher des Rats der nationalen Versöhnung, der 14-köpfigen Militärjunta unter Daouda Malam Wanké. Er wurde zum Major befördert. Die Junta leitete die Rückkehr zu demokratischen Verhältnissen ein und gab noch 1999 die Macht an den neu gewählten Staatspräsidenten Mamadou Tandja ab.
Hamidou wurde im Jahr 2000 entführt und gefoltert. Die tatverdächtigen Militärangehörigen wurde daraufhin von den staatlichen Autoritäten ihrerseits festgehalten und gefoltert. Die Affäre wurde als „Fall Pelé“ bezeichnet.
Unter Staatspräsident Mamadou Tandja wurde Hamidou Kommandant der strategisch bedeutenden Verteidigungszone Nr. 1, die die Hauptstadt Niamey sowie die Regionen Dosso und Tillabéri umfasste. Tandja unterstützte auch die am 25. Juli 2009 erfolgte Wahl Hamidous zum Präsidenten der Fédération Nigérienne de Football, des nationalen Fußballverbands. Der Verband hatte eine Reihe von sportlichen Misserfolgen und Skandalen hinter sich.  Als Staatspräsident Tandja eine verfassungswidrige dritte Amtszeit anstrebte, stellte sich Hamidou wider Erwarten gegen ihn. Hamidou spielte eine entscheidende Rolle beim Militärputsch von 2010 unter der Führung von Salou Djibo, indem er die strategisch wichtigen Punkte in der Hauptstadt besetzen ließ. Er wurde Mitglied des Obersten Rats für die Wiederherstellung der Demokratie, der infolge des Putsches gegründeten Militärjunta, die die Macht Anfang 2011 an die demokratisch gewählten Institutionen unter Staatspräsident Mahamadou Issoufou abgab.
Hamidou wurde 2013 als Präsident der Fédération Nigérienne de Football für eine Amtszeit von vier Jahren wiedergewählt. Im Jahr 2025 wurde er als ein Vertreter der Confédération Africaine de Football in den FIFA-Rat gewählt. Im Juli desselben Jahres wurde Hamidou als Präsident der Fédération Nigérienne de Football von Issaka Adamou abgelöst.

## Ehrungen
- Offizier des Verdienstordens Nigers
- Tapferkeitskreuz mit Stern[2]